# Colmenar de Oreja
Colmenar de Oreja est une commune de la communauté de Madrid, en Espagne.